# Oulad Sbaita (kommun i Marocko)
Oulad Sbaita (franska: Oulad Sbaita (CR), Oulad Sbaita (Commune Rurale), arabiska: الوليدية) är en kommun i Marocko.   Den ligger i provinsen Sidi Bennour och regionen Casablanca-Settat, 240 km sydväst om huvudstaden Rabat. Antalet invånare är 24 967.